# Tuberculatus pallidus
Tuberculatus pallidus är en insektsart som först beskrevs av Davidson 1919.  Tuberculatus pallidus ingår i släktet Tuberculatus och familjen långrörsbladlöss. Inga underarter finns listade i Catalogue of Life.